# Казаков, Пётр Григорьевич
Пётр Григорьевич Казаков (25 января 1903, Бугуруслан, Самарская губерния, Российская империя — 26 августа 1960, Клин, Московская область, РСФСР, СССР) — советский военачальник, военный лётчик, командир легендарного 34-го гвардейского бомбардировочного авиационного Тихвинского Краснознамённого ордена Кутузова полка во время Великой Отечественной войны, генерал-лейтенант авиации. Воевал за Ленинград.

## Биография
Родился 25 января 1903 года на станции Бугуруслан Куйбышевской железной дороги, в семье рабочего-железнодорожника. С 11-летнего возраста начал самостоятельно работать, помогая отцу кормить семью. В 1915 году закончил начальное четырёхклассное училище.
10 апреля 1919 года добровольно вступил в ряды Красной Армии и был назначен красноармейцем на бронепоезд «Ермак» 5-й армии Восточного фронта.
Осенью 1930 года был переведён в 31-й Артиллерийский полк ПриВО в г. Сталинград.
Затем осенью 1931 г. в город Оренбург в 3-ю школу лётчиков и летнабов. По окончании школы я был назначен младшим летнабом в 5-ю тяжело-бомбардировочную эскадрилью ВВС Балтийского моря в город Ленинград. штабную работу. Осенью 1933 года направлен учиться на КУКС при ВВА им. Жуковского, морское отделение по подготовке командиров штаба морской авиации, которое окончил на «отлично». В июне 1936 года приказом НКО был назначен командиром Отдельного авиаотряда особого назначения, подчинённого непосредственно Военно-Техническому Управлению РККА. В сентябре 1940 года назначен заместителем начальника
штаба ВВС ЛВО по тылу, в этой должности проработал до весны 1941 года, принимая активное участие в организации Районов авиационного базирования в ЛенВО. Перед началом Великой Отечественной войны был назначен на должность Начальника 5-го (РАБ) ВВС ЛенВО. Район сформировал в окрестностях г. Ленинграда (Осиновая Роща).

### В годы войны
После отхода наших частей к старой границе с Финляндией распоряжением Командования
ВВС Ленинградского фронта части 5-го РАБ баржами через Ладожское озеро были передислоцированы в район аэродромного узла Плеханово в резерв. В начале октября 1941 года был назначен нештатным начальником авиагарнизона Комендантского аэродрома с задачей
навести на аэродроме порядок по приёму транспортных самолётов с продовольствием и
эвакуацию этими же самолётами рабочих и служащих заводов и предприятий г. Ленинграда. В
этой должности проработал до 5 ноября 1941 года, а затем был назначен на должность нештатного заместителя Командующего оперативной группы ВВС Ленинградского фронта по тылу (город Тихвин). В середине февраля 1942 года назначен на Северо-Западный фронт заместителем Командующего ВВС СЗФ по тылу.
1 октября 1943 года получил назначение начальником тыла 15-й воздушной Армии, на Брянский фронт.

### После войны
В августе 1946 года получил назначение в 10-ю Воздушную Армию на Южный Сахалин, на должность начальника тыла армии, где проработал до сентября 1948 года.
В сентябре 1948 года приказом Военного Министра Союза ССР назначен начальником тыла истребительной авиации войск ПВО страны (Москва).
В 1953 году назначен начальником Отдела авиационного вооружения. Последним местом службы был Смоленск.
Умер в 26 августа 1960 года в одном из московских военных госпиталей. Похоронен в г. Клин Московской области.

## Награды
- Орден Ленина (03.05.1942);
- Орден Красного Знамени (24.04.1940)[3];
- Орден Красного Знамени[4];
- Орден Красного Знамени (23.11.1942)[5];
- Орден Богдана Хмельницкого II степени (29.06.1945)[4];
- Орден Кутузова II степени (03.06.1945)[3];
- Орден Красной Звезды (24.04.1940)[5];
- Орден Красной Звезды (23.11.1942);
- Медаль «За оборону Ленинграда»(14.08.1943)[6]
- Медаль «За победу над Германией в Великой Отечественной войне 1941—1945 гг.» (9 мая 1945[7])[4]
- Медали.

## Память
- Его имя увековечено в Главном Храме Вооружённых сил России, и навсегда запечатлено на мемориале «Дорога памяти»